# Silva-Tarouca (Adelsgeschlecht)

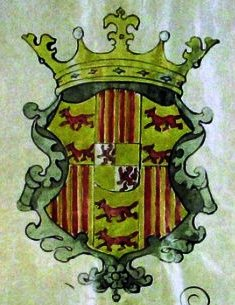
Wappen derer von Silva-Tarouca

Silva-Tarouca (auch Silva Tarouca oder Sylva-Tarouca) ist ein ursprünglich uradeliges iberisches, sodann mährisch-österreichisches Hochadelsgeschlecht.

## Geschichte

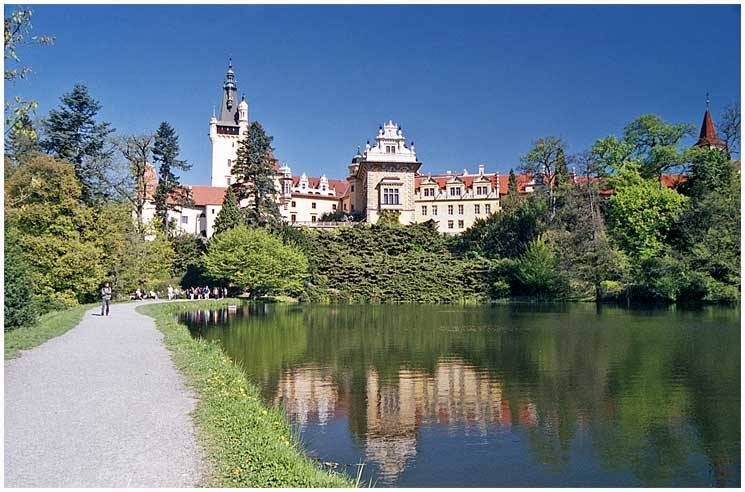
Schloss Průhonice

Die Familie entstammt dem Geschlecht der Sylva, die eine der ältesten Familien der iberischen Halbinsel war. Die Familie teilte sich alsbald in mehrere Zweige, von denen einige in Spanien blieben, andere nach Portugal zogen. Sie wurde 1687 in den Grafenstand erhoben.

### Sylva-Tarouca
Johann Gomez da Sylva (* 1671; † 1738), aus dem portugiesischen Ast, Gesandter des Königs von Portugal am k. k. Hof in Wien, heiratete Johanna von Menezes, Gräfin von Tarouca, der Erbtochter des Hauses. Er erbte das Vermögen und es kam zu einer Namens- und Wappenverbindung (Tellez da Sylva-Tarouca). Dessen Sohn Emanuel Tellez, Menezes und Castro, Herzog von Sylva-Tarouca und Turnhout, k. k. Geheimer Rat und Präsident des niederländisch-italienischen obersten Rates, verheiratet mit Amalie Herzogin von Holstein-Beck, war der Stammvater der Familie in Österreich. Er ließ sein Vermögen hierhin transferieren und erwarb die Herrschaft Tschech (Čechy pod Kosířem) in Mähren. Dessen Sohn Franz Stephan erbte von seiner Mutter auch Sanfrè, Strevi und Saccabonello im Piemont.

### Sylva-Tarouca-Unwerth
Ignaz Freiherr von Unwerth (seit 1702, auch: Ignaz von Unwürth, Unwürde), k. k. Kämmerer, Herr auf Mnischek im Berauner Kreis in Böhmen erhielt am 28. Juni 1764 den Grafenstand. Mit dessen vier Söhnen erlosch der Mannesstamm. Sein Enkel Eugen Graf von Sylva-Tarouca (* 1. September 1813; † 20. Mai 1877), Sohn der letzten Tochter des Grafen Unwerth Maria Christine, nahm den Beinamen Unwerth an, und auch die Wappen wurden verbunden (Wien, 27. April 1831, Diplom vom 1. März 1837 ebenda). Die Familie nannte sich fortan Grafen von Sylva-Tarouca-Unwerth.
Am 14. Juli 1907 erhielt das Adelsgeschlecht den erblichen Sitz im Herrenhaus, dem Oberhaus des österreichischen Reichsrates.

## Persönlichkeiten
Österreich: 

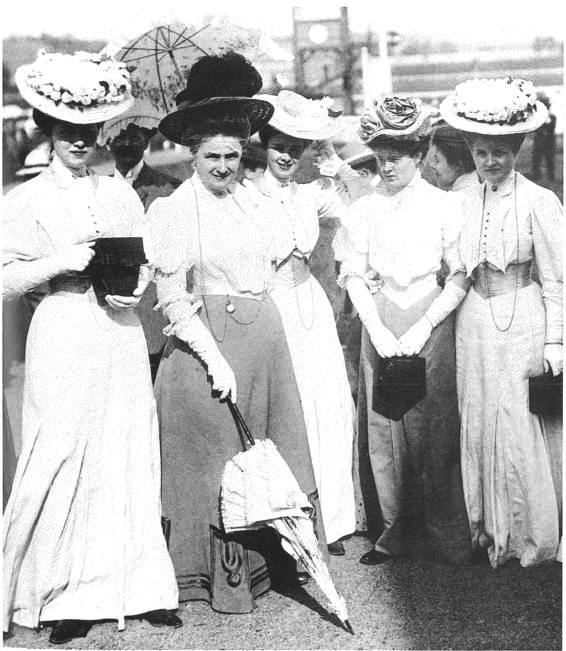
Gräfin Marietta Silva-Tarouca und ihre Töchter beim Pferderennen in Prag (1906)

- Emanuel Silva-Tarouca (1691–1771), Hofbaudirektor in Wien und Berater von Kaiserin Maria Theresia
- Franz Joseph von Silva-Tarouca (1773–1835), Adliger
- Franz Joseph Augustin von Silva-Tarouca (1858–1936), Adliger, Politiker, Großgrundbesitzer
- Franz Stephan von Silva-Tarouca (1750–1797), Adliger
- Friedrich Karl von Silva-Tarouca (1816–1881), Theologe
- August Alexander von Silva-Tarouca (1818–1872), Kämmerer
- Ernst Emanuel von Silva-Tarouca (1860–1936), Politiker (k.k. Ackerbauminister), katholischer Funktionär, Dendrologe
- Egbert von Silva-Tarouca (1887–1971), Genealoge und Publizist
- Amadeo von Silva-Tarouca (1898–1971), Philosoph

## Besitztümer
Die Familie besaß Ländereien in Böhmen und in Mähren. Das Palais Sylva-Tarouca in Wien war das Stadtpalais der Familie in der Haupt- und Residenzstadt. Schloss Gosau im Salzkammergut wurde von 1909 bis 1912 als Jagdschloss für Ernst Emanuel Graf von Silva-Tarouca errichtet. Er kaufte ebenfalls Schloss Průhonice in Böhmen, welches er wiederum 1927 an den tschechoslowakischen Staat verkaufte.

## Wappen

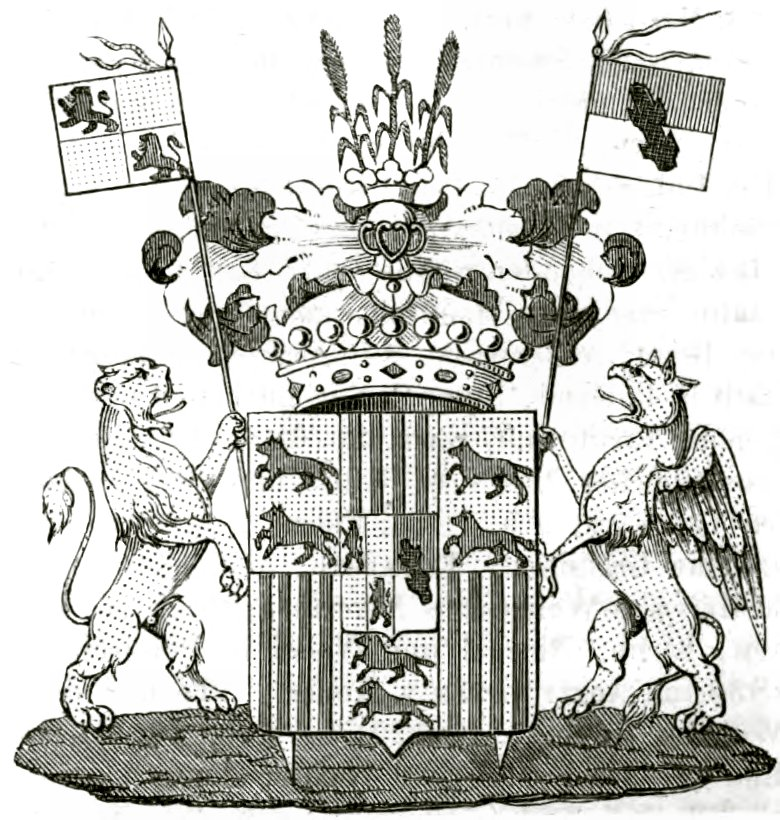
Wappen der Grafen Sylva-Tarouca-Unwerth 1837

Sylva-Tarouca (1687):
Das Wappen weicht von dem Wappen der Grafen Sylva-Tarouca-Unwerth nur wie folgt ab: Der Mittelschild enthält die vier oben als rechte Schildhälfte beschriebene vier Felder. Den Schild bedeckt die Grafenkrone, und auch der linke Schildhalter ist ein Löwe, ganz wie der rechte.
Sylva-Tarouca-Unwerth (1837):
Schild zweimal der Länge nach und einmal quer geteilt, 6-feldrig mit Mittelschild. Der Mittelschild ist der Länge nach geteilt und in der rechten Hälfte quadriert. 1 und 4 in Silber ein rechtsgekehrter, roter Löwe (Sylva); 2 und 3 ohne Bild (Menezes). Die linke Hälfte ist von Rot und Silber quer geteilt, und in derselben liegt schrägrechts ein oben und unten abgesägter, schwarzer, an jeder Seite zweimal geästeter Baumstamm (Unwerth). Hauptschild: 1, 3 und 5 in Gold, zwei übereinander nach der rechten Seite laufende rote Wölfe (Ossorio); 2, 4 und 6 in Gold vier rote Pfähle (Aragon). Den Schildbedeckt die Grafenkrone, und auf dem gekrönten Helme stehen drei See- oder Rohrkolben von natürlicher Farbe (Unwerthscher Helm). Die Helmdecken sind rot und silbern, und den Schild hält rechts ein einwärtssehender, goldener Löwe, links ein einwärtssehender, goldener Greif. Der Löwe hält in der freien Vorderpranke eine rechtswehende, oben mit zwei nach rechts fliegenden goldenen Bändern geschmückte Fahne, welche die ganze rechte Hälfte des Mittelschildes darstellt, der Greif aber in der freien Klaue eine links wehende Fahne mit zwei nach links fliegenden silbernen Bändern, welche die linke Seite des Mittelschilds zeigt.

## Würdigungen
Benannt nach der Gräfin ist die Rosensorte Marietta Silva-Tarouca (Rose).